# Test de Bernstein
Pour les articles homonymes, voir Bernstein.
Le test de Bernstein, ou test de perfusion acide, est un examen qui permet de reproduire la douleur chez les patients souffrant de reflux gastro-œsophagien (RGO). Il est indiqué dans les douleurs thoraciques d'origine œsophagienne et nécessite la pleine coopération du malade.
Le test de Bernstein est préconisé quand il existe un doute sur l'origine de douleurs thoraciques afin d'écarter une cause cardiaque notamment dans le cas d'un éventuel syndrome angineux.
Il est effectué en perfusant en alternance dans l’œsophage une solution saline isotonique et une solution d'acide chlorhydrique (HCl) de 0,1 N par l'intermédiaire d'une sonde naso-gastrique, à une vitesse de 6 ml/min,. Le test sera négatif chez les personnes sans RGO mais peut être faussement négatif notamment chez les patients soumis à un traitement.
Ce test a en effet une bonne spécificité (83–94 %) mais une mauvaise sensibilité (32–46 %) ce qui le rend obsolète depuis la pHmétrie œsophagienne.